# Dominic Parsons
Dominic Parsons (8 september 1987) is een Brits voormalig skeletonracer. 

## Carrière
Bij zijn wereldbekerdebuut in La Plagne op 14 december 2012 eindigde Parsons op de zeventiende plaats. Hij won nog geen wereldbekerwedstrijd. Parsons kwalificeerde zich voor de Olympische Winterspelen van 2014 in Sotsji, waar hij tiende eindige. 
Tijdens de seizoenen 2014/2015 en 2015/2016 eindigde hij 5e eindstand van de wereldbeker. Bij de Olympische Winterspelen van 2018 in Pyeongchang won hij de bronzen medaille.
Eind december 2019 kondigde hij zijn afscheid aan als skeletonracer.

## Resultaten

### Olympische Spelen
| Jaar | Plaats      | Resultaat |
| ---- | ----------- | --------- |
| 2014 | Sotsji      | 10e       |
| 2018 | Pyeongchang | Brons     |

### Wereldkampioenschappen
| Jaar | Plaats       | Resultaat                          |
| ---- | ------------ | ---------------------------------- |
| 2013 | Sankt Moritz | 9e Individueel                     |
| 2015 | Winterberg   | 7e Individueel                     |
| 2016 | Igls         | 10e Individueel 9e Landenwedstrijd |
| 2017 | Königssee    | 9e Individueel                     |

### Wereldbeker
Eindklasseringen
| Seizoen   | Rang |
| --------- | ---- |
| 2012/2013 | 21e  |
| 2013/2014 | 13e  |
| 2014/2015 | 5e   |
| 2015/2016 | 5e   |
| 2016/2017 | 10e  |
| 2017/2018 | 12e  |
| 2018/2019 | /    |
| 2019/2020 | 29e  |